# Чумбаров-Лучинский, Фёдор Степанович
Фёдор Степанович Чумбаров-Лучинский (28 февраля 1899, Каргопольский уезд, Олонецкая губерния — март 1921, Кронштадт, Петроградская губерния) — русский революционер, поэт и публицист времён Гражданской войны.

## Биография
Фёдор Чумбаров родился в д. Васильевской Каргопольского уезда Олонецкой губернии. Окончил сельскую церковно-приходскую школу. В 1914 году в Петрограде он стал членом РСДРП. Работал разносчиком газет, параллельно распространяя среди рабочих Петрограда нелегальные большевистские листовки. В 1916 году был арестован.
В октябре 1917 года сражался в одном из отрядов Красной гвардии. С начала гражданской войны Чумбаров-Лучинский был направлен на Северный фронт, где служил лектором-организатором.
7 марта 1920 года Чумбаров-Лучинский прибыл с головным полком Красной Армии на бронепоезде «Карл Маркс» в освобождённый большевиками Мурманск. Здесь он избирается членом президиума вновь созданного Мурманского революционного комитета, секретарем городской партийной организации и редактором уездной газеты. Журналист и поэт, он пишет статьи в газету, издает сборник стихов «На Севере». Однако менее чем через месяц Чумбаров-Лучинский снова отправляется на фронт, на этот раз на Южный, чтобы участвовать в сражениях против Врангеля.
В январе 1921 году на III губернской партийной конференции в Архангельске он избран делегатом X съезда партии. Чумбаров-Лучинский попал в число тех делегатов, которые выехали для подавления вспыхнувшего в Кронштадте восстания. Погиб в марте 1921 года при штурме Кронштадта.

## Память

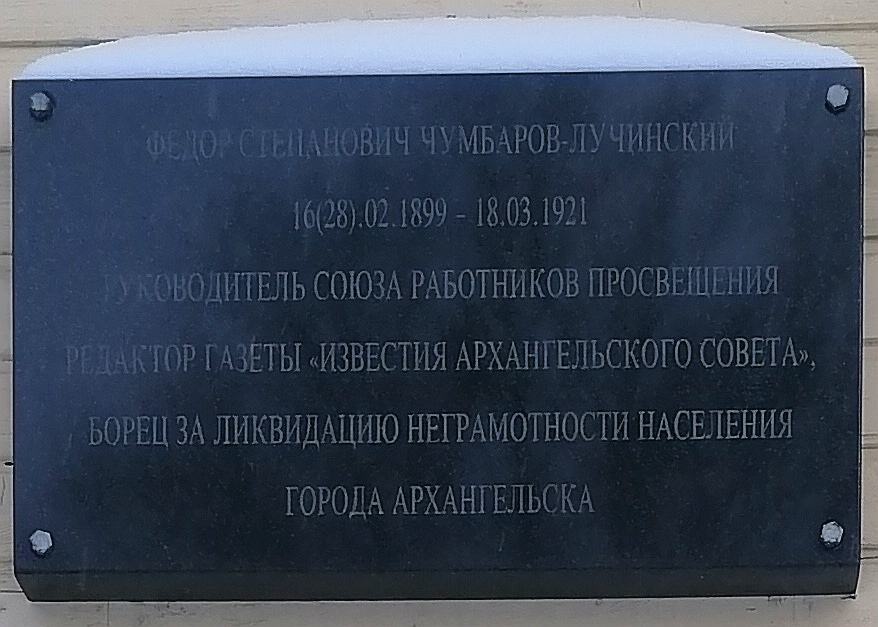
Мемориальная доска в Архангельске

Именем Фёдора Степановича Чумбарова-Лучинского названы:
- проспект в Архангельске,
- улица в Мурманске,
- Федовская средняя школа Плесецкого района Архангельской области.